# Псефіти

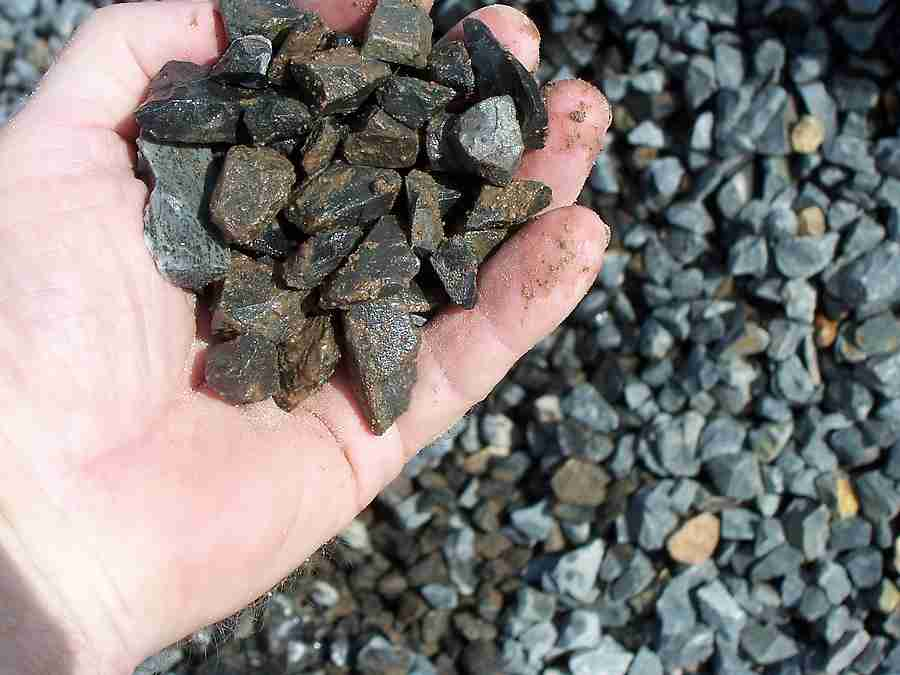
Щебінь

Псефіти (від грец. ψήφος — округлий камінець) — група грубоуламкових гірських порід, уламки яких мають розмір не менше ніж 1—2 міліметри. Найчастіше псефіти утворюються в гірських районах, у долинах річок, прибережних частинах морів.

Уламки, що складають псефіти, можуть бути обкатаними (валуни, галька, гравій) і необкатаними (брили, щебінь, жорства).

Розрізнюють пухкі (незцементовані) породи — валунник, галечник, гравійник —, і зцементовані породи — конгломерат, брекчія, гравеліт тощо.